# Nedžad Grabus
Nedžad ef. Grabus (Travnik, 1968.) je muftija sarajevski.

## Karijera
Nedžad ef. Grabus radio je u Vjersko-prosvjetnoj službi Rijaseta Islamske zajednice u Bosni i Hercegovini, te kao suradnik na Radiju BiH od 2001. do 2003. godine kao urednik Religijskog programa. Također, dugogodišnji je suradnik TV Sarajevo. Predavač je na Fakultetu islamskih nauka u Sarajevu. Za predsjednika Mešihata Islamske zajednice u Republici Sloveniji i muftiju ljubljanskog postavljen je travnja 2006. godine. Tu dužnost je obnašao do svibnja 2021. godine, kada je imenovan za muftiju sarajevskog.
Govori engleski i slovenski jezik.

## Djela
- Mogućnosti islamskoga djelovanja posredstvom elektronskih medija (1995.)
- Islam u BH medijima u oskudici vjerskog novinarstva (2000.);
- O prednosti vjerovjesnika nad melekima (2001.);
- Šejh-Jujino tumačenje islamskoga vjerovanja – akaida (2002.);
- El-Bagdadijevo učenje o temeljima imana (2002.);

## Vanjske poveznice
- Nedžad ef. Grabus  Arhivirana inačica izvorne stranice od 20. listopada 2019. (Wayback Machine) na islamskazajednica.ba